# Louis II d'Erbach-Fürstenau
Louis II Frédéric Charles Eginhard, comte d'Erbach-Fürstenau (12 mai 1728 - 16 janvier 1794), est un membre de la maison allemande d'Erbach qui détenait les fiefs de Fürstenau, Michelstadt et Breuberg.
Né à Fürstenau, il est le quatrième enfant et le deuxième fils (mais l'aîné survivant) de Philippe-Charles d'Erbach-Fürstenau et de sa deuxième épouse Anna Sophie, fille de Kaspar, baron de Spesshardt à Unsleben et Mupparg.

## Biographie
Mineur au moment de la mort de son père en 1736, Louis II et son frère cadet Georges-Albert III d'Erbach-Fürstenau restent sous la tutelle de leur demi-frère aîné Johann William jusqu'à sa mort en 1742. Louis II (âgé de 14 ans) assume conjointement le gouvernement avec son frère jusqu'en 1747, année de la division de leurs terres: Louis II reçoit les districts de Freienstein, Michelstadt, Bullau et Stockheim.
Le 4 février 1784, Louis II se marie morganatiquement avec Christine Sophie Küchler, sa maîtresse de longue date, qui prend le titre de Dame de Treuberg ,. Ils ont deux fils, tous deux nés avant le mariage de leurs parents: 
- Frederick [créé Freiherr von Treuberg à Munich le 15 juin 1824] (3 janvier 1775 - 30 décembre 1831), lieutenant-général bavarois; il s'est marié deux fois (ligne éteinte en 1868).
- Eginhard [créé Freiherr von Treuberg à Munich le 15 juin 1824] (16 juillet 1780 - 25 octobre 1827), colonel bavarois; marié (ligne éteinte en 1965).

Louis II meurt à Heidelberg à l'âge de 65 ans et est enterré dans la Providenzkirche. Décédé sans descendance légitime, tous ses domaines passent aux héritiers de son frère George Albert III.